# Rock 'til You Drop
Albums de Status Quo
Perfect Remedy
(1989) Live Alive Quo
(1992)
Singles
1. Can't Give You More
Sortie : 27 août 1991
2. Rock 'til You Drop
Sortie : 6 janvier 1992

Rock 'til You Drop est le vingtième album studio du groupe de rock anglais Status Quo. Il est sorti le 23 septembre 1991 sur le label Vertigo Records et a été produit par Francis Rossi.

## Historique
Cet album fut enregistré en 1991 aux Studios Bray dans le Berkshire dans des conditions proche du "live". Le groupe a assez de chansons pour un album double, mais sa maison de disque refuse, les chiffres des ventes étant depuis plusieurs années en diminution. Le 27 août 1991 sort le premier single, la version réenregistrée de Can't Give You More, qui est une chanson qui était déjà parue sur l'album Rockin' All Over the World en 1977. Au départ, elle devait servir de support musical pour une pub de l'eau minérale gazeuse Perrier mais la marque connut quelques déboires et le projet fut abandonné . Le single atteindra une modeste 37e place dans les charts britanniques. Le second single Rock 'til You Drop qui sortira en janvier 1992 ne fera pas mieux (# 38).
L'album entrera dans le top 10 (#10) britannique où il restera pendant sept semaines mais ne sera pas récompensé par une certification. Après vingt années de collaboration, Vertigo mettra fin à sa collaboration avec le groupe.

## Liste des titres
| No  | Titre                          | Auteur                                   | Durée |
| --- | ------------------------------ | ---------------------------------------- | ----- |
| 1.  | Like a Zombie                  | Francis Rossi, Bernie Fros               | 5:01  |
| 2.  | All We Wanna Really Do (Polly) | Rossi, Frost                             | 3:47  |
| 3.  | Fakin' the Blues               | Rossi, Frost                             | 4:28  |
| 4.  | One Man Band                   | Rick Parfitt, Pip Williams               | 4:29  |
| 5.  | Rock 'til You Drop             | Andy Bown                                | 3:18  |
| 6.  | Can't Give You More            | Rossi, Bob Young                         | 4:26  |
| 7.  | Warning Shot                   | Bown, John Edwards                       | 3:57  |
| 8.  | Let's Stick Together           | Wilbert Harrison                         | 3:40  |
| 9.  | Bring It On Home to Me         | Sam Cooke                                | 3:10  |
| 10. | No Problems                    | Rossi, Parfitt                           | 4:47  |
| 11. | Good Sign                      | Parfitt, Williams                        | 4:14  |
| 12. | Tommy                          | Rossi, Frost                             | 3:51  |
| 13. | Nothing Comes Easy             | Rossi, Parfitt, Bown, Edwards, Jeff Rich | 5:48  |
| 14. | Fame or Money                  | Rossi, Bown                              | 4:06  |
| 15. | The Price of Love              | Don et Phil Everly                       | 3:40  |
| 16. | Forty Five Hundred Times       | Rossi, Parfitt                           | 12:58 |

- Les six dernier titres ne figurent pas sur la version Lp.

## Musiciens
- Francis Rossi: chant principal, guitare solo
- Rick Parfitt: guitare rythmique, chant sur "One Man Band", "No Problems" et "Good Signs"
- Andy Bown: claviers
- John Edwards: basse
- Jeff Rich: batterie, percussions

## Charts

### Album
| Pays                          | Durée du classement | Meilleur classement | Date              |
| ----------------------------- | ------------------- | ------------------- | ----------------- |
| Écosse (Scottish Album Chart) | 1 semaine           | 46e                 | 19 mars 2020      |
| Royaume-Uni (UK Albums Chart) | 7 semaines          | 10e                 | 29 septembre 1991 |
| Suède (Sverigetopplistan)     | 4 semaines          | 22e                 | 9 octobre 1991    |
| Suisse (Schweizer Hitparade)  | 4 semaines          | 18e                 | 27 octobre 1991   |

### Singles
| Single              | Chart               | Durée du classement | Position | Date               |
| ------------------- | ------------------- | ------------------- | -------- | ------------------ |
| Can't Give You More | (UK Singles Chart)  | 3 semaines          | 37e      | 1er septembre 1991 |
| Can't Give You More | (Sverigetopplistan) | 1 semaine           | 34e      | 6 novembre 1991    |
| Rock 'til You Drop  | (UK Singles Chart)  | 3 semaines          | 38e      | 12 janvier 1992    |